# گیمیک
گیمیک (انگلیسی: Gimmick) یک وسیله یا ایده جدید است که عمدتاً برای جلب توجه یا افزایش جذابیت طراحی شده‌است، گیمیک‌ها معمولاً ارزش ذاتی کمی دارند. وقتی از گیمیگ برای بازاریابی خرده‌فروشی استفاده می‌کنیم، این یک ویژگی منحصربه‌فرد یا عجیب است که برای «متمایز کردن» یک محصول یا خدمات از رقبای خود طراحی شده‌است. گیمیک‌های محصول گاهی اوقات صرفاً تازگی و همزمان با عملکرد محصول در نظر گرفته می‌شوند. ترفندها گهگاه به صورت منفی نگریسته می‌شوند، اما برخی از حقه‌های به ظاهر بی‌اهمیت گذشته به ویژگی‌های مفید و دائمی تبدیل شده‌اند. این اصطلاح همچنین گاهی اوقات برای توصیف ویژگی‌ها یا سبک‌های بازی غیرمعمول در بازی‌های ویدیویی استفاده می‌شود، معمولاً اگر غیرضروری یا ناپسند باشند.

## ریشه
منشأ اصطلاح «گیمیک» نامشخص است. ریشه شناسان معتقدند که این اصطلاح در اوایل قرن بیستم در ایالات متحده ظهور کرد. فرهنگ لغت آکسفورد نشان می‌دهد که ممکن است در اصل یک اصطلاح عامیانه برای چیزی باشد که یک شیاد یا شعبده باز برای ایجاد ظاهری متفاوت از واقعیت دستکاری کرده و به تدریج معنای آن را تغییر داده و به هر «دستگاه جادوگران» اشاره می‌کند. خود این کلمه ممکن است شبیه‌سازی تقریبی کلمه جادو باشد. منشأ احتمالی دیگر این است که ممکن است در میان میزهای بازی مورد استفاده قرار گرفته باشد. این اصطلاح اولین بار در دهه‌های ۱۹۱۰ و ۱۹۲۰ در روزنامه‌های آمریکایی ظاهر شد.

## مثال‌ها

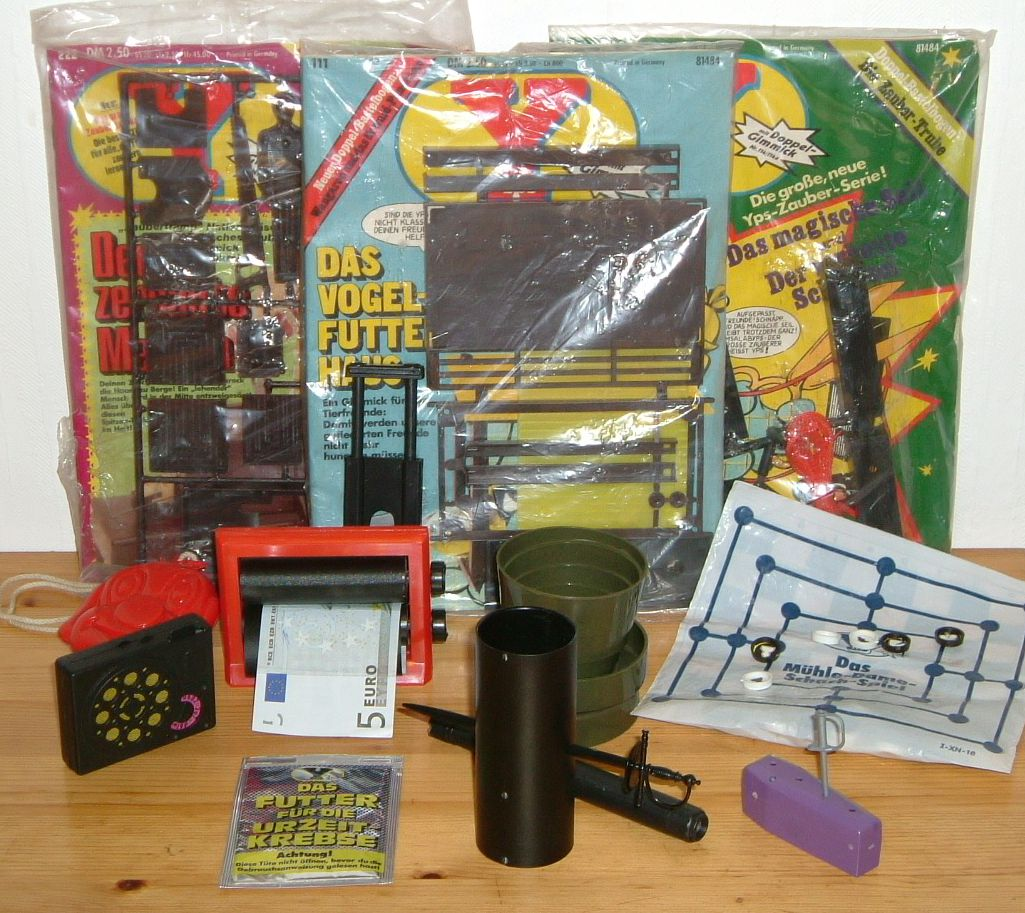
مجموعه ای از گیمیک‌های مورد استفاده به عنوان پوشش روی مجلات

در بازاریابی، استفاده از گیمیک‌ها می‌تواند بخش مهمی از تلاش برای تبلیغات فروش باشد. با این حال، یافتن یک ترفند موفق برای یک محصول پیش پا افتاده می‌تواند چالش‌برانگیز باشد، زیرا به تلاشی برای تطبیق اهداف تبلیغاتی با ترفند و انتخاب مواردی نیاز دارد که به‌طور ایده‌آل به یادآوری برند پایدار کمک می‌کند.